# بوکیت پنجنگ
بوکیت پنجنگ (به انگلیسی: kljlukit Panjang) یک ناحیهٔ شهری در کشور سنگاپور است که در سرشماری سال ۲۰۱۰ میلادی، ۱۲۸٬۷۳۴ نفر جمعیت داشته‌است.